# Mercè Llorens Serra
Mercè Llorens i Serra (Arenys de Munt, 14 de maig de 1979) és una actriu de cinema, teatre i televisió catalana.

## Biografia
Durant la seva infància ja va tenir contacte amb el món de la interpretació, en conviure durant diversos anys amb la companyia teatral Els Comediants, per la qual la seva mare treballava com a cuinera. Als 16 anys va abandonar els estudis de puericultura i va exercir diverses ocupacions, fins que va començar a treballar com a model de revistes. Paral·lelament, va realitzar diversos estudis d'interpretació, participant com a extra o de repartiment en algunes pel·lícules i sèries de televisió. L'any 2000 va participar en l'adaptació teatral del Quixot de La Fura dels Baus.
El seu primer paper protagonista li va arribar en 2003, sota la direcció de Luis Puenzo, en el llargmetratge La puta i la balena. Poc després es va convertir en un rostre popular per al gran públic gràcies a la televisió, interpretant el personatge de la infermera Begoña García en la seriï Hospital Central de Telecinco. Després d'aquesta, vindria un altre personatge amb continuïtat, Sonia Castella, en la sèrie El comisario, de la mateixa cadena. Paral·lelament, va seguir treballant al cinema, amb pel·lícules com a Mal raïm, de Javier Domingo, Gambeta, La piga de Miguel Angel Buttini (2006), GAL de Miguel Courtois (2006), i Pretextos de Sílvia Munt (2006) o Do outro costat do món de Leandro Ferreira.
En 2008 va protagonitzar la sèrie de televisió 700 euros, diario secreto de una call girl, d'Antena 3.
A l'octubre de 2010 es va estrenar la seva última pel·lícula El gran Vázquez al costat de Santiago Segura i va treballar en la segona temporada d'Esparvers com a Olivia Cano.
L'any 2015 s'incorporà a la vuitena temporada de la sèrie de sobretaula La Riera, de TV3, interpretant el paper d'Ània Jové Fargas.

## Filmografia

### Cinema

#### Llargmetratges
- 2012 - E.S.O (Entidad Sobrenatural Oculta), de Santiago Lapeira
- 2010 - El gran Vázquez, d'Óscar Aibar
- 2008 - A un metre de tu, de Daniel Henríquez
- 2007 - La piga, de Miguel Ángel Calvo Buttini.
- 2008 - Pretextos, de Sílvia Munt.
- 2008 - Do outro costat do món, de Leandro Ferreira.
- 2006 - GAL, de Miguel Courtois.
- 2005 - Camarón, de Jaime Chávarri.
- 2004 - Síndrome laboral, de Sigfrid Monleón.
- 2004 - La puta i la balena, de Luis Puenzo.
- 2004 - Mala Uva, de Javier Domingo.
- 2002 - La compassió del diable, de Paco Ciurana.
- 2001 - Lisístrata, de Francesc Bellmunt.

#### Curtmetratges
- 2005
- - Voler, de Marcelo Bukin.
- - Ressons, d'Estefanía Muñiz.
- 2002
- - Rostres
- - Rocío
- 2001
- - Killing the Espot, d'Albert Pérez.
- - Llàgrima

### Televisió
- 2016 - La Riera
- 2010-2011 - Gavilanes
- 2008 - 700 euros, diario secreto de una call girl
- 2005-2008 - El comisario
- 2004-2006 - Hospital Central
- 2003-2004 - Los Serrano
- 2002 - Pets & pets
- 2001 - Nadal a tres bandes
- 2001 - Findls
- 2000 - Terra empassa'm
- 1999 - Vídeo i mitjà
- 1999 - Happy House
- 1999 - Pepe Carvalho. Sèrie

### Teatre
- 2000
- - Audiovisual de l'Òpera El Quixot, de La Fura dels Baus.
- - Sala Oval. Companyia Magatzem d'Ars Amateur.
- - L'oncle Antón. Companyia Magatzem d'Ars Amateur.
- 1999
- - Almogàvers. Companyia Magatzem d'Ars Amateur.
- - Univers Allen. Cia GdeGea Teatre.
- - Bullshit Xou. Companyia Magatzem d'Ars Amateur.
- - Criatures. Companyia Magatzem d'Ars Amateur.